# Cooking Papa
Cooking Papa (яп. クッキングパパ, Kukkingu Papa, укр. Тато-кулінар) — японська серія манґи, написана та проілюстрована Тоті Уеямою. Манґа виходить в щотижневому журналі Morning видавництва Kodansha з 6 червня 1985 року. Станом на березень 2024 року вона налічуває 168 томів, що робить її однією з найдовших серій манґи за кількістю томів. Історія розгортається навколо офісного працівника, який вміє добре готувати. Повні рецепти страв, представлених у кожній главі, наведені в кінці глави.
На основі манґи був випущений 151-серійний однойменний аніме-серіал від студії Eiken. Серіал транслювався в Японії на TV Asahi з квітня 1992 року по травень 1995 року. Адаптація у виді японської дорами була випущена на Fuji TV 29 серпня 2008 року.
Cooking Papa отримав спеціальну нагороду на 39-й премії манґи Коданся у 2015 році.

## Сюжет
Історія розгортається навколо офісного службовця на ім’я Кадзумі Арайва, який вміє добре готувати, але не бажає, щоб про це знали на його робочому місці. Він змушує всіх у компанії вірити, що його дружина Нідзіко Арайва готує йому їжу, хоча насправді вона не вміє готувати навіть найлегші страви. Хоча він готує кожну страву, яка входить до його щоденних обов'язків, йому ще потрібно піклуватися про свого сина Макото Арайва, а згодом і про маленьку доньку та молодшу сестру Макото, Міюкі Арайва.

## Медіа

### Манґа
Cooking Papa вперше з’явилася як ван-шот манґа у номері журналу Morning видавництва Kodansha за 21 лютого 1985 року. Починаючи з 6 червня того ж року, серіал друкувався щотижня в тому самому виданні. Kodansha збирає розділи в окремі томи, перший з яких був опублікований 18 січня 1986 року. Станом на березень 2024 року вийшло 168 томів.

#### Список томів
Нижче наведено список перших 20 томів манґи.
| №  | Дата виходу       | ISBN                   |
| -- | ----------------- | ---------------------- |
| 1  | 18 січня 1986     | ISBN 4-06-300004-4     |
| 2  | 18 червня 1986    | ISBN 4-06-300005-2     |
| 3  | 18 жовтня 1986    | ISBN 4-06-300006-0     |
| 4  | 18 листопада 1986 | ISBN 4-06-300007-9     |
| 5  | 18 лютого 1987    | ISBN 4-06-300008-7     |
| 6  | 18 травня 1987    | ISBN 4-06-300009-5     |
| 7  | 22 серпня 1987    | ISBN 4-06-300010-9     |
| 8  | 21 листопада 1987 | ISBN 4-06-300011-7     |
| 9  | 23 лютого 1988    | ISBN 4-06-300012-5     |
| 10 | 23 травня 1988    | ISBN 4-06-300013-3     |
| 11 | 23 серпня 1988    | ISBN 4-06-300036-2     |
| 12 | 22 листопада 1988 | ISBN 4-06-300037-0     |
| 13 | 23 лютого 1989    | ISBN 4-06-300038-9     |
| 14 | 23 травня 1989    | ISBN 4-06-300039-7     |
| 15 | 21 серпня 1989    | ISBN 978-4-06-300040-5 |
| 16 | 20 листопада 1989 | ISBN 978-4-06-300041-2 |
| 17 | 21 лютого 1990    | ISBN 978-4-06-300042-9 |
| 18 | 21 травня 1990    | ISBN 978-4-06-300043-6 |
| 19 | 21 серпня 1990    | ISBN 978-4-06-300079-5 |
| 20 | 19 листопада 1990 | ISBN 978-4-06-300084-9 |

### Аніме
Аніме Cooking Papa транслювалося на TV Asahi щочетверга з 9 квітня 1992 року по 25 травня 1995 року. Виробництвом займались студії Eiken і ADK Holdings, Inc., а анімацією — Sunshine Corporation.
Повторний показ аніме відбувся на Tokyo MX у рамках 30-річчя манґи.